# Oost-Afrikaanse dwergsperwer
De Oost-Afrikaanse dwergsperwer (Tachyspiza minulla) is een kleine roofvogel uit de familie van de havikachtigen (Accipitridae).

## Kenmerken
De Oost-Afrikaanse dwergsperwer is 20 à 25 centimeter lang en heeft een spanwijdte van 39 à 52 cm. Het gewicht van een volwassen vogel bedraagt zo'n 85 gram. Het is een van de kleinste havikachtigen.

## Verspreiding en leefgebied
De Oost-Afrikaanse dwergsperwer komt voor in oostelijk en zuidelijk Afrika en telt twee ondersoorten:
- A. m. tropicalis: van zuidelijk Somalië tot oostelijk Mozambique.
- A. m. minulla: van Ethiopië tot Angola en Zuid-Afrika.

## Status
De grootte van de populatie wordt geschat op enkele tienduizenden vogels. Op de Rode lijst van de IUCN heeft deze soort de status niet bedreigd.